# Hoacinové
Hoacinové (Opisthocomiformes) jsou řád ptáků, který zahrnuje pouze jedinou čeleď hoacinovití (Opisthocomidae) s jediným zástupcem hoacinem chocholatým (Opisthocomus hoazin). Vedle tohoto žijícího druhu řád zahrnuje i několik vyhynulých rodů.

## Systematika
Hoacina chocholatého popsal v roce 1776 německý zoolog Philipp Ludwig Statius Müller a již od té doby se mezi vědci vedou debaty o širším taxonomickém zařazení těchto nezvyklých ptáků. Vědci zvažovali příbuznost s tinamy, hokovitými, chřástalovitými, dropy, stepokury, holubovitými i myšáky. Nejčastěji však byli hoacinové spojováni s hrabavými a koncem 20. století s kukačkami. Situaci nevyjasnily ani moderní genetické výzkumy. Zatímco některé studie DNA označily za sesterskou skupinu hoacinů lelky (Caprimulgiformes), u jiných to byli turakové (Musophagiformes) nebo skupina Gruimorphae (dlouhokřídlí (Charadriiformes) + krátkokřídlí (Gruiformes)). Postavení hoacinů v rámci Neoaves tak zůstává nevyjasněno.

## Evoluce
Hoacin chocholatý je svým výskytem omezen na Jižní Ameriku. Fosilní nálezy starších druhů hoacinů však ukazují, že hoacinové měli kdysi mnohem širší rozšíření. Z Afriky je znám středně miocenní rod Namibiavis a ve Francii byl nalezen dokonce pozdně eocenní zástupce známý jako Protoazin. Protoazin představuje vůbec nejstarší známou fosilii hoacinů, což naznačuje jejich starosvětský původ. Zajímavé přitom je, že evolučně nejstarší Protoazin z Evropy je příbuznější jihoamerickým hoacinům spíše než mladšími rodu Namibiavis z Afriky.
Vedle výše zmíněných fosilií je známo i několik rodů z Jižní Ameriky. Patří k nim brazilský Hoazinavis z přelomu oligocénu a miocénu či kolumbijský Hoazinoides ze středního miocénu. Následuje seznam důležitých, výše zmíněných fosilních rodů hoacinů:
- čeleď Opisthocomidae Swainson 1837 – hoacin chocholatý
  - rod †Protoazin Mayr & De Pietri 2014 (pozdní eocén, Francie)
    - druh †Protoazin parisiensis Mayr & De Pietri 2014

  - rod †Namibiavis Mourer-Chauviré 2003 (střední miocén, Namibie)
    - druh †Namibiavis senutae Mourer-Chauviré 2003

  - rod †Hoazinavis Alvarenga, Mayr & Mourer-Chauviré 2011 (pozdní oligocén či raný miocén, Brazílie)
    - druh †Hoazinavis lacustris Alvarenga, Mayr & Mourer-Chauviré 2011

  - rod †Hoazinoides Miller 1953 (střední miocén, Kolumbie)
    - druh †Hoazinoides magdalenae Miller 1953

  - rod Opisthocomus Illiger 1811
    - druh Opisthocomus hoazin (Müller 1776) Illiger 1811 – hoacin chocholatý